# 프리타운 크리스티아니아

프리타운 크리스티아니아의 국기

프리타운 크리스티아니아의 문장

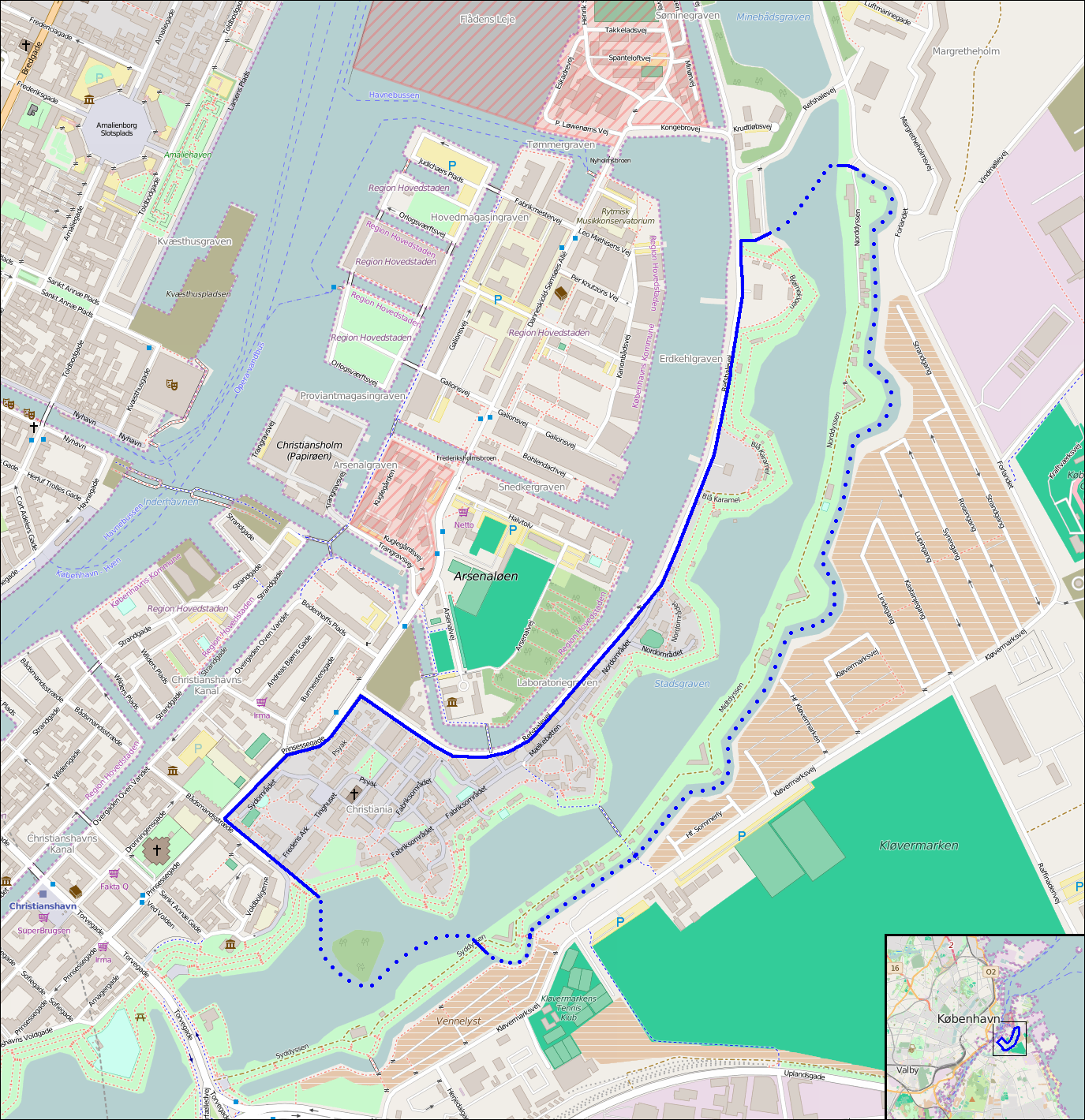
지도

프리타운 크리스티아니아(Fristaden Christiania)는 덴마크의 영토 내에서 자치권을 주장하고 있는 마이크로네이션이다. 1971년 덴마크 정부로부터 자치권을 인정받았다. 그리고 현재 어떤 나라의 정부에서도 인정받지 못했다.

## 같이 보기
- 엘레오레 왕국
- 스쾃